# Rikbaktsa jezici
Rikbaktsa jezici, malena porodica indijanskih jezika iz Brazila koja obuhvaća jezik erikbaktsa. Pripada velikoj porodici macro-ge

## Vanjske poveznice
- Ethnologue (14th)
- Ethnologue (15th)

Ethnologue (16th)